# آلبرت ایرتون
آلبرت ایرتون (انگلیسی: Albert Ireton; ۱۵ مهٔ ۱۸۷۹ – ۴ ژانویهٔ ۱۹۴۷) بوکسور و ورزشکار طناب‌کشی اهل بریتانیا بود.